# Pick Play

Der von innen nach außen laufende Wide Receiver „pickt“ den Cornerback, welcher den von außen nach innen laufenden Wide Receiver decken sollte, wodurch dieser frei wird.

Mit Pick Play wird im American Football ein Spielzug bezeichnet, bei dem ein Wide Receiver eine Route läuft, bei der er einem Verteidiger den Weg versperrt und damit einem zweiten Wide Receiver ermöglicht, ungehindert einen Pass zu fangen. Geschieht dies ab einem Yard hinter der Line of Scrimmage, so handelt es sich um Offensive Pass Interference und ist damit verboten. Innerhalb des einen Yardes ist ein Pick Play vollkommen legal. Da es aber für Außenstehende nur schwer ersichtlich ist, ob die Aktion mit dem Ziel der Behinderung geschah oder der Receiver tatsächlich nur eine Route gelaufen ist und der Verteidiger zufällig im Weg stand, wird häufig von den Schiedsrichtern keine Strafe gegeben. Pick Plays werden meist gegen eine Manndeckung eingesetzt. Die übliche Reaktion der Defense ist die Übernahme der Deckung des freien Receivers durch den Gegenspieler des pickenden Receivers.